# .mw
.mw este un domeniu de internet de nivel superior, pentru Malawi (ccTLD).